# Neophyte
New way of fight neboli zkráceně nEophyte je český profesionální herní tým, který sdružuje  hráče nejhranějších OnLine her. Za svou přes 21 let dlouhou  historii dokázal tento tým vybojovat mnoho ocenění a úspěchů jak na domácí tak zahraniční scéně. V nynější době spadá tým pod vedení majitele  Romana Stejskala a Davida Chmelenského.

## Historie
Nápad na založení klanu vznikl již v roce 1999, kdy původně působil  pouze jako Quake 3 Arena Tým. Cílem bylo konkurovat prvnímu českému klanu vůbec a tím byl tým NecroRaisers. V roce 2000 se nEophyte stalo vůbec prvním multiklanem na Česko-Slovenské herní scéně a zároveň jako první získali podporu sponzorů. Od roku 2002 hráli hráči pod barvami nEophyte na prestižních soutěžích po celém světě, na turnajích jako jsou World Cyber Games, Electronic Sports World Cup, nebo  Cyberathlete Professional League. Mezi první úspěchy týmu na mezinárodním poli je zaznamenán již v roce 2002, kdy se celek umístil na pátém místě ve hře Counter-Strike na olympiádě WCG 2002 v Koreji, za které dostal zástupce nEophytu gratulaci od Ministra informatiky za vzornou reprezentaci České republiky, a druhé místo ve strategické hře Starcraft na evropském mistrovství 2003 ve Francii.
Začátkem roku 2004 byl nEophyte v hlasování na prestižním webu esreality zařazen mezi 10 nejlepších multiherních týmů na světě.

## Současnost
Aktuálne má team nEophyte tieto sekcie:
- HEARTHSTONE
- CLASH ROYALE
- FORTNITE
- PLAYERUNKNOWN'S BATTLEGROUNDS
- COUNTER STRIKE: GLOBAL OFFENSIVE
- CALL OF DUTY 2

## Awards

### Nejvýznamnější úspěchy týmu
- 2024 - COD2 sekce - Olomouc - MČR - 1. místo
- 2002 – CS 1.6 sekce – Korea - WCG tournament - 5. místo
- Listopad 2006 – CSS sekce - WGT tournament - 1. místo
- Květen 2007 -  CS 1.6 sekce - ESWC kvalifikace - 2. místo
- Červen 2007 - Giacomo - ESWC kvalifikace - 2. místo
- Srpen 2007 - Giacomo - WCG kvalifikace - 1. místo
- Říjen 2007 - Giacomo - MČR Invex - 3. místo
- Květen 2008 - CSS sekce - Francie - LAN79 Tournament - 8. - 16. místo
- Duben 2008 - CS 1.6 sekce - Maďarsko, Vist@NetCafe turnaj - 1. místo
- Prosinec 2010 - WGT COD4 2010 - 1. místo

### Ocenění v roce 2010

#### Call of Duty 4: MW
- Euphoric Saycom Challenge - 2. místo (Listopad 2010)
- ESL Major Series VII - 12-10. místo (Září - Listopad 2010)
- WGT 2010 - 1. místo (Prosinec 2010)

#### StarCraft 2
- Streetwalker - ESL 1v1 Autumn Cup - 2. místo (Listopad 2010)
- Streetwalker + KrOOdeR - ESL 2v2 Autumn Cup - 1. místo (Listop2010)
- Streetwalker - PlayZone SteelSeries 1v1 Tour - 1. místo (Listopad 2010)
- Streetwalker + KrOOdeR - ESL 2on2 Tuesdays #19 - 2. místo (Prosinec 2010)
- Streetwalker - Mezihernový turnaj 12/2010 - 2. místo (Prosinec 2010)
- Thebis - ESL 1v1 Autumn Cup - 1. místo (Listopad 2010)
- Thebis - 1on1 League Season I - 3. místo (Prosinec 2010)
- Harpner - PlayZone SteelSeries 1v1 Tour - 2. místo (Listopad 2010)
- Aeron + Hadzis - ESL 2on2 Tuesdays #16 - 3. místo (Listopad 2010)

### Ocenění v roce 2009

#### Call of Duty  4:MW
- Grand LAN #2 - 2. místo (Únor 2009)
- Pulsed ProSeries LAN - 3. místo (Září 2009)

#### Warcraft 3
- WCG Kvalifikace CZ 2009 - 1. místo (Září 2009)

### Ocenění v roce 2008

#### Counter-Strike:Source
- Mezihernový turnaj - 2. místo (Únor 2008)
- Francie - LAN79 Tournament - 8. - 16. místo (Květen 2008)
- United-Games Creative liga - 3. místo (Červen 2008)

#### Counter-Strike: 1.6
- Mezihernový turnaj - 1. místo (Únor 2008)
- Maďarsko, Vist@NetCafe turnaj - 3. místo (Únor 2008)
- Mezihernový turnaj - 1. místo (Březen 2008)
- Mezihernový turnaj - 1. místo (Duben 2008)
- Maďarsko, Vist@NetCafe turnaj - 1. místo (Duben 2008)

#### Warcraft III
- Giacomo - LanCraft Spring 2k8 - 2. místo (Duben 2008)
- KraGesh - United-Games Liga - 1. místo (Červen 2008)
- KraGesh - Polsko, GameFestival - 2. místo (Červenec 2008)
- KraGesh - Polsko, LAN RoyalOpen - 1. místo (Březen 2008)
- KraGesh - Mezihernový turnaj - 1. místo (Květen 2008)
- KraGesh - LanCraft 2k8 Summer - 2. místo (Srpen 2008)
- Bonecracker - WCG kvalifikace - 1. místo (Srpen 2008)
- Bonecracker - World GameMaster Tournament - 1. místo (Říjen 2008)
- Bonecracker - ESWC kvalifikace - 1. místo (Červenec 2008)

#### Warcraft III - DotA
- Mezihernový turnaj - 1. místo (Leden 2008)
- Mezihernový turnaj - 1. místo (Únor 2008)
- Mezihernový turnaj - 2. místo (Březen 2008)
- LanCraft Spring 2k8 - 2. místo (Duben 2008)
- United-Games finále - 2. místo (Červen 2008)

#### Counter-Strike: Source
- Leden  - Mezihernový turnaj - 1. místo
- Březen - Mezihernový turnaj - 2. místo
- Květen  - Mezihernový turnaj - 2. místo
- Červen  - Mezihernový turnaj - 1. místo
- Červenec  - Mezihernový turnaj - 2. místo
- Srpen - MAN creations CUP - 1. místo
- Srpen - Mezihernový turnaj - 2. místo
- Říjen - MČR Invex - 3. místo
- Listopad - Mezihernový turnaj - 2. místo

#### Counter-Strike 1.6
- Květen - Mezihernový turnaj - 3. místo
- Červenec  - Mezihernový turnaj - 1. místo
- Srpen - Mezihernový turnaj - 1. místo
- Říjen  - MČR Invex - 3. místo
- Listopad  -  Mezihernový turnaj - 1. místo
- Prosinec - Mezihernový turnaj - 2. místo

#### Warcraft III
- Leden 2007 - Hum4nic - Mezihernový turnaj - 1. místo
- Květen 2007 - Giacomo - Mezihernový turnaj - 1. místo
- Červen 2007 - Giacomo - ProPlay.ru tournament - 1. místo
- Červen 2007 - Giacomo - BENQ U-G liga - 1. místo
- Červen 2007 - Giacomo - ESWC kvalifikace - 2. místo
- Srpen 2007 - Giacomo - Mezihernový turnaj - 1. místo
- Srpen 2007 - Giacomo - WCG kvalifikace - 1. místo
- Srpen 2007 - Giacomo - Mezihernový turnaj - 1. místo
- Září 2007 - Giacomo - Mezihernový turnaj - 1. místo
- Říjen 2007 - Giacomo - MČR Invex - 3. místo
- Listopad 2007 - Giacomo - Mezihernový turnaj - 1. místo

#### Warcraft III - DotA
- Leden 2007 - Storm the Front turnaj (SVK) - 1. místo
- Únor 2007 - Mezihernový turnaj - 1. místo
- Březen 2007 - Mezihernový turnaj - 1. místo
- Duben 2007 - Mezihernový turnaj - 1. místo
- Květen 2007 - Mezihernový turnaj - 2. místo
- Červen 2007 - DotA all stars tour - 1. místo
- Červen 2007 - BatleZone DotA 3vs3 - 1. místo
- Červen 2007 - Mezihernový turnaj - 1. místo
- Červenec 2007 - Mezihernový turnaj - 2. místo
- Srpen 2007 - UnitedGames DotA turnaj 3vs3 - 1. místo
- Říjen 2007 - Mezihernový turnaj - 1. místo
- Říjen 2007 - MČR Invex - 2. místo
- Listopad 2007 - Mezihernový turnaj - 2. místo
- Prosinec 2007 - Mezihernový turnaj - 2. místo
- Prosinec 2007 - BatleZone 3vs3 turnaj - 1. místo

#### Call of Duty 2
- Duben 2007 - Mezihernový turnaj - 1. místo
- Červen 2007 - Mezihernový turnaj - 1. místo
- Červenec 2007 - Mezihernový turnaj - 1. místo
- Září 2007 - Mezihernový turnaj - 1. místo
- Září 2007 - AMD United-Games LAN - 1. místo
- Říjen 2007 - Mezihernový turnaj - 1. místo
- Říjen 2007 - MČR Invex - 2. místo

### Ocenění v roce 2006

#### Counter-Strike:Source
- Duben 2006 - Mezihernový turnaj - 1. místo
- Červen 2006 - Mezihernový turnaj - 1. místo
- Červen 2006 - BattleZone turnaj - 1. místo
- Říjen 2006 - BattleZone turnaj - 2. místo
- Říjen 2006 - MČR Invex - 2. místo
- Říjen 2006 - Mezihernový turnaj - 1. místo
- Listopad 2006 - WGT tournament - 1. místo
- Prosinec 2006 - Mezihernový turnaj - 1. místo

#### Counter-Strike 1.6
- Duben 2006 - Mezihernový turnaj - 2. místo
- Červen 2006 - Lannation - 1. místo
- Červenec 2006 - Špalíček Opening turnaj - 2. místo
- Srpen 2006 - Mezihernový turnaj - 2. místo
- Září 2006 - Česká WCG kvalifikace - 2. místo
- Říjen 2006 - MČR Invex - 2. místo

### 2010
- Novinky.cz:  Mistry v Call of Duty se stali nEophyte , Legendarní klub se hlásí zpět do služby
- Pctuning.tyden.cz: Finále turnaje WGT v Call of Duty 4 v režii hráčů nEophyte

- Playzone.cz: nEophyte stříbrní na polské LAN ESC  , 4Kings LAN 2011 i s účastí nEophyte? , Nová krev u nEophyte vrací  tým mezi živé

- Grunex.com:Obnova činnosti e-sportovního týmu nEophyte[nedostupný zdroj]

### 2009
- Gamestar.cz: nEophyte mistry WGT Counter-Strike 2009 Archivováno 15. 12. 2010 na Wayback Machine.
- Undzwei.eu:nEophyte idů na GameGun

### 2008
- Gamepark.cz:nEophyte a eSuba na LAN ve Francii

### 2007
- Gamepark.cz: nEophyte.intel opět řádí , nEophyte.intel v Kodani

### 2005
- Svethardware.cz: Hráči Intel teamu nEophyte se stávají profesionály[nedostupný zdroj]
- Doupe.zive.cz: nEophyte - hráči Call of Duty podepsali smlouvy

### 2003
- Bonusweb.idnes.cz: Ministr Mlynář přijal zástupce herního klanu Neophyte, Čeští borci z Neophyte vyučovali v Itálii , WCG 2003: Bůh_cz i noTh!ng končí, senzační výhra nEophyte